# Сарнигет
Сарниге́т (фр. и окс. Sarniguet) — коммуна во Франции, находится в регионе Юг — Пиренеи. Департамент — Верхние Пиренеи. Входит в состав кантона Бордер-сюр-л’Эшес. Округ коммуны — Тарб.
Код INSEE коммуны — 65406.

## География

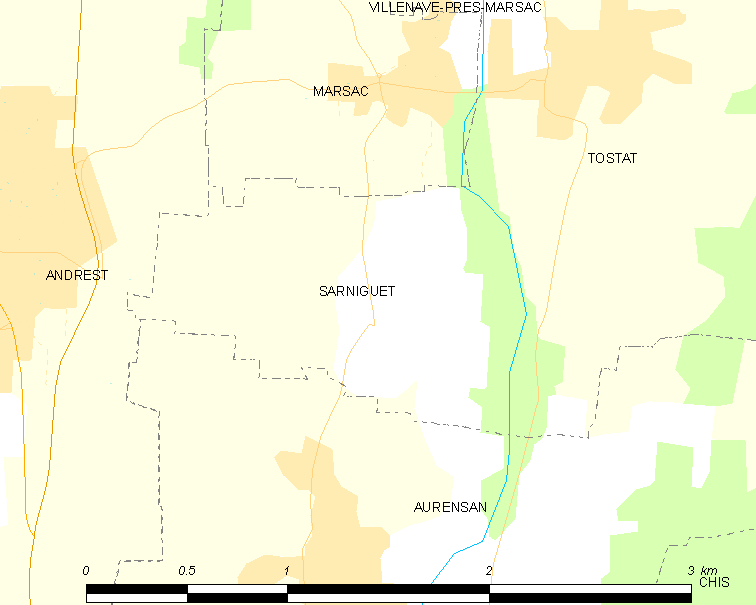
Карта коммуны

Коммуна расположена приблизительно в 640 км к югу от Парижа, в 115 км западнее Тулузы, в 10 км к северу от Тарба.
На востоке коммуны протекает река Адур.

## Климат
Климат умеренно-океанический с солнечной тёплой погодой и обильными осадками на протяжении практически всего года.

## Население
Население коммуны на 2010 год составляло 247 человек.
| 1962 | 1968 | 1975 | 1982 | 1990 | 1999 | 2010 |
| ---- | ---- | ---- | ---- | ---- | ---- | ---- |
| 256  | 226  | 275  | 259  | 223  | 219  | 247  |

## Администрация
| Период | Период | Фамилия      | Партия                              | Примечания |
| ------ | ------ | ------------ | ----------------------------------- | ---------- |
| 1966   | 1997   | Гастон Дюкло | Французская коммунистическая партия |            |
| 1997   | 2020   | Рене Лапер   | Французская коммунистическая партия |            |

## Экономика
В 2010 году среди 144 человек трудоспособного возраста (15-64 лет) 110 были экономически активными, 34 — неактивными (показатель активности — 76,4 %, в 1999 году было 74,6 %). Из 110 активных жителей работали 100 человек (59 мужчин и 41 женщина), безработных было 10 (5 мужчин и 5 женщин). Среди 34 неактивных 10 человек были учениками или студентами, 16 — пенсионерами, 8 были неактивными по другим причинам.

## Достопримечательности
- Церковь Св. Петра (XVIII век). Исторический памятник с 1979 года[4]

## Фотогалерея

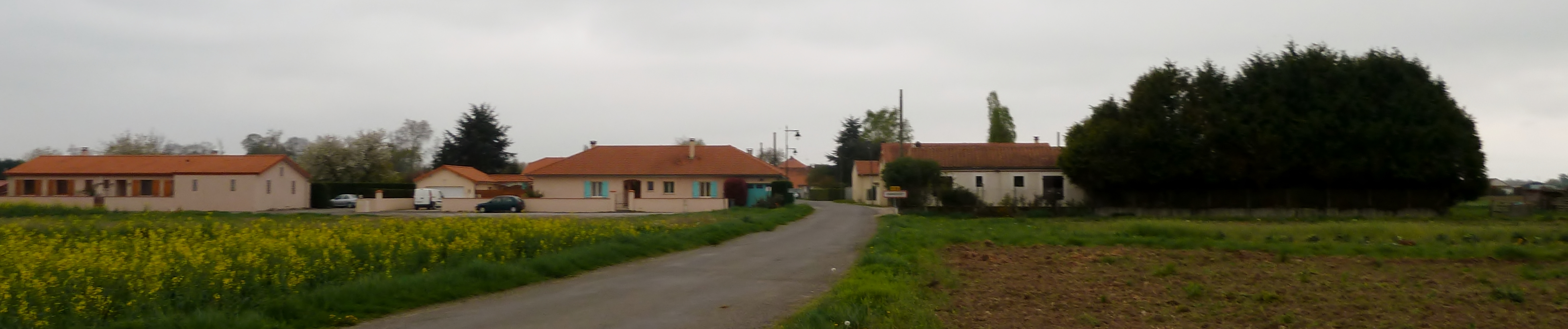
Сарнигет
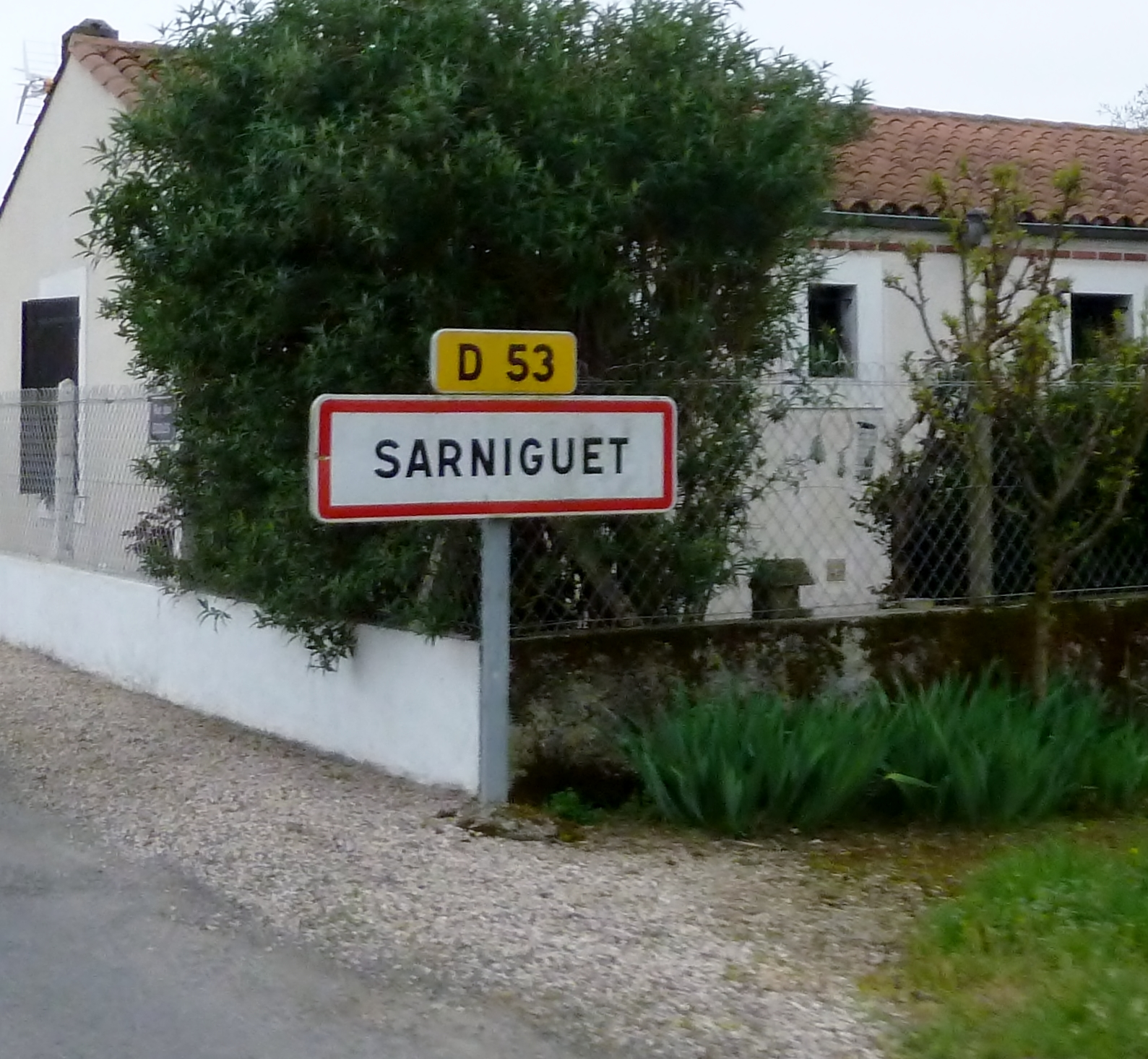
Въезд в Сарнигет
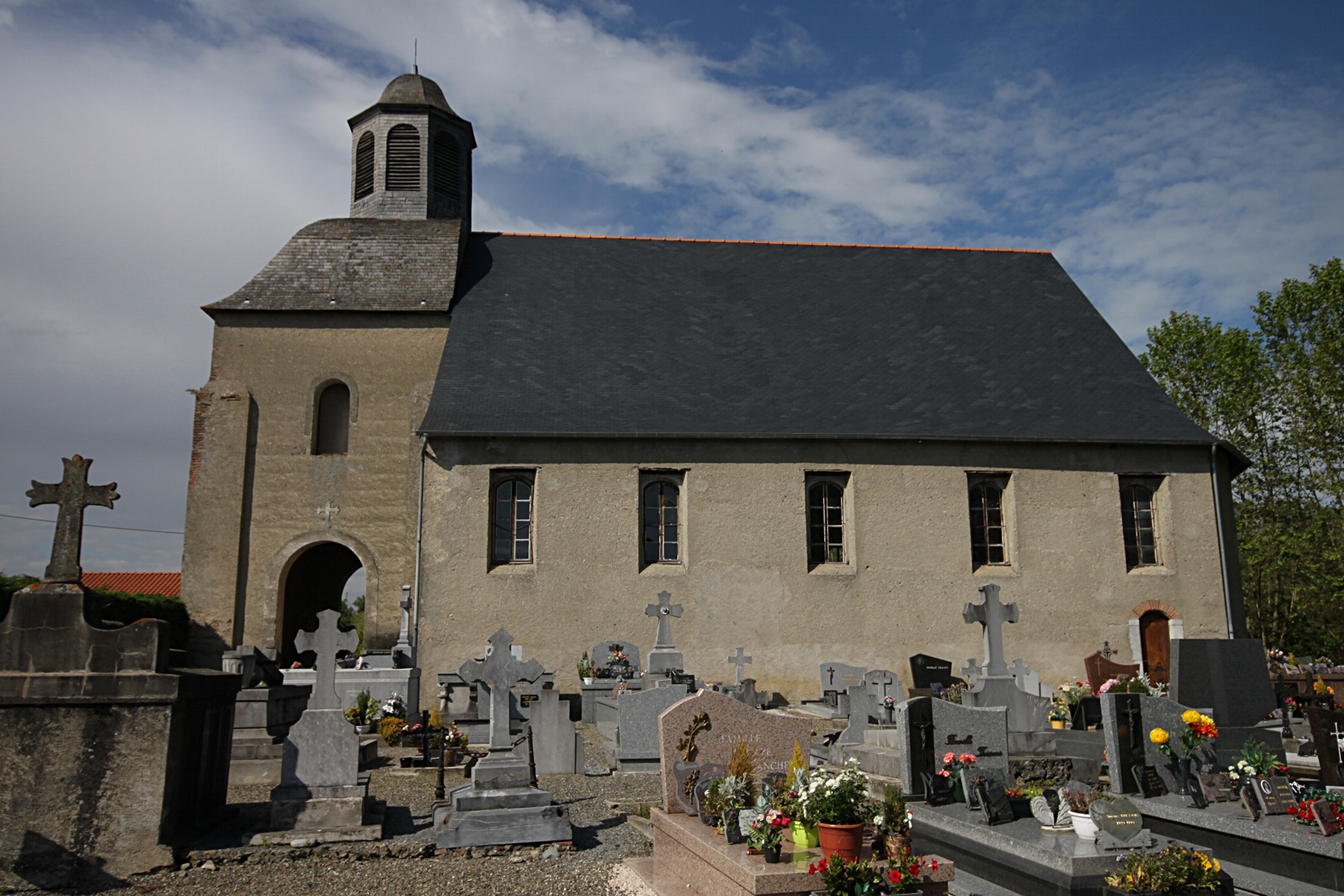
Церковь Св. Петра